# Johan van Denemarken
Johan van Denemarken, Deens: Hans (Slot Aalborg, 2 februari 1455 – aldaar, 20 februari 1513) was koning van Denemarken (1481–1513), Noorwegen (1483–1513) en Zweden (1497–1501) (Unie van Kalmar). Ook was hij hertog van Sleeswijk en Holstein, samen met zijn broer Frederik. Johan was een zoon van koning Christiaan I van Denemarken en Dorothea van Brandenburg.

## Aanloop naar het koningschap en kroning
In 1458 had koning Christiaan I bij de Raad van het Koninkrijk in Noorwegen bedongen, dat deze zijn zoon Johan, toen pas drie jaar, als zijn opvolger zou kiezen. Een soortgelijke overeenkomst werd gemaakt met de Zweedse Raad. In 1467 werd Johan benoemd tot troonopvolger van Denemarken.
Na het overlijden van zijn vader in mei 1481 was de opvolging van Johan als Deens koning onbetwist. Voor Noorwegen stond de kroning niet vast; de Noorse Raad beriep zich op zijn eigen soevereiniteit en hield de keuze voor een tijd af. Zweden voelde niets voor acceptatie van de nieuwe koning en bleef trouw aan de regent Sten Sture de Oudere.
Op 13 januari 1483 riep de nieuwe Deense koning een vergadering bijeen van de drie Raden van het Koninkrijk om tot een oplossing van de koningskwestie te komen. Zweden kwam niet naar de bijeenkomst, maar de Denen slaagden er na veel onderhandelen in, om met de Noren een overeenkomst te sluiten, waarna Johan ook koning van Noorwegen werd. Gehoopt werd dat Zweden later eenzelfde overeenkomst zou sluiten.
Op 18 mei 1483 werd Johan tot koning van Denemarken gekroond in Kopenhagen, enkele maanden later, op 20 juli, gevolgd door de kroning in Trondheim, Noorwegen.

## Koningschap
Voor zijn regering had Johan zich drie doelen gesteld:
- Herstel van de Unie van Kalmar, met de terugkeer van Zweden onder de Deense kroon
- Oorlog tegen de Hanze, een Duits samenwerkingsverband van handelaren, en de versterking van de positie van Denemarken in het Oostzeegebied
- Vergroting van de macht van de koning in Denemarken

### Zweden
De Zweden werden sinds 1470 geregeerd door de benoemde regent Sten Sture de Oudere en er waren geen tekenen die erop wezen, dat de Zweden zouden gaan kiezen voor de nieuwe koning Johan, hoewel de meningen in Zweden zelf verdeeld waren.
In zijn streven om het land te veroveren sloot Johan in 1493 een verdrag met Ivan III van Moskou. Onder andere door toezegging van gebiedsuitbreiding in Finland stemde hij in een oorlog te ontketenen met de Zweden, hetgeen in 1495 leidde tot een Russisch-Zweedse oorlog.
Johan voerde in 1497 met behulp van de Zweedse adel een korte, maar effectieve militaire campagne om een opstand van boeren neer te slaan, waarbij hij de regent met zijn troepen versloeg. Johan was vergevingsgezind en schonk de Zweedse opstandelingen gratie. Op 26 november 1497 liet hij zich tot koning kronen. De oorlog die Rusland was aangegaan met Zweden werd hiermee beëindigd, maar Johan hield zich niet aan de beloften van gebiedsschenkingen aan de Russen. Een echte vrede werd niet gesloten.
De weerstand binnen Zweden bleef echter bestaan. Al in 1501 werd Johan weer afgezet en andermaal opgevolgd door regent Sten Sture de Oudere. Na diens opvolging door Svante Nilsson als regent in Zweden verbeterde de situatie allerminst. Ook de Deense adel mengde zich fel in het conflict. In 1509 werden de Nederlanden verzocht te bemiddelen in het conflict. Hieruit kwam een merkwaardige overeenkomst voort: Johan werd erkend als (ongekroonde) koning van Zweden, maar mocht Zweden (met name Stockholm) niet in. Het feitelijk bestuur bleef bij de Zweedse regent.
In de periode 1510-1512 probeerde Johan nog eenmaal de macht te verkrijgen, maar bereikte slechts een status quo.

### Oorlog tegen de Hanze om economische macht

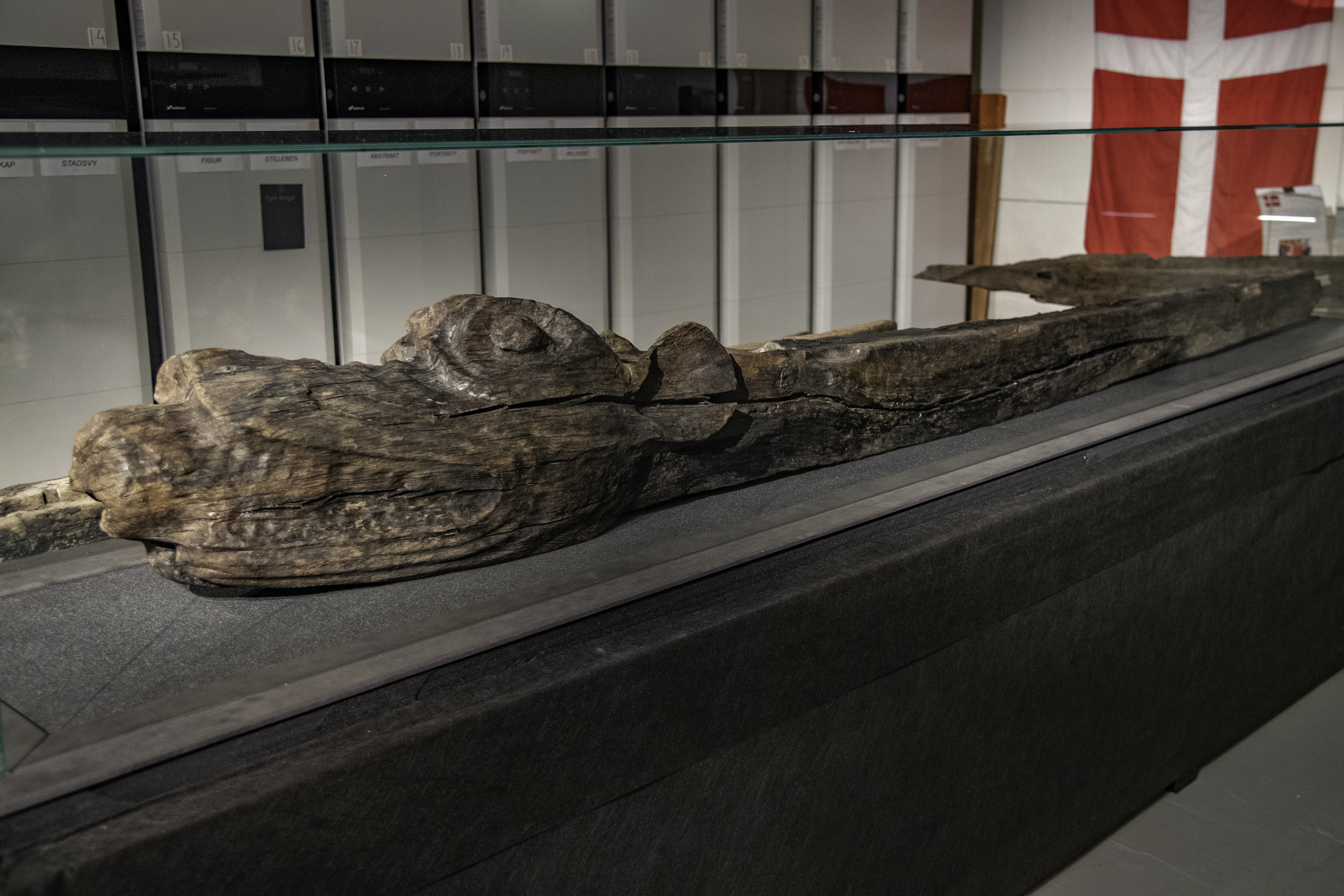
Voorsteven van vlaggenschip de Gribshunden in het museum

De macht van de Hanze was in die tijd al tanende. Dit was een gevolg van de verandering in handelsroutes waarbij het centrum van de handel zich meer en meer ging concentreren rond de Noordzee. Toch was het er Johan alles aangelegen om de macht van de Hanze te breken. Vooral de macht van de stad Lübeck was hem daarbij een doorn in het oog.
In het conflict met Zweden had deze Hanzestad keer op keer de zijde van de Zweden gekozen, zo ook na de afzetting van Johan in 1501. Toen Johan in 1510 voor het laatst optrok tegen Zweden, maar ook Lübeck, resulteerde dit in een nederlaag voor de Hanzestad. Politiek, maar vooral economisch gezien werd dit voor de stad een zware tegenslag; Lübeck werd opgedragen een boete van 30.000 gulden te betalen.

### Vergroting van de macht
Met een afnemende invloed van de Hanze richtte Johan zich op de verbetering van de positie van de Deense kooplui en van de burgerij, iets wat veel kwaad bloed zette bij de Deense adel. De burgerij werd namelijk in de gelegenheid gesteld hogere posities te bekleden (inclusief raadgevers van instanties) wat voorheen alleen voor de hoogste klasse was weggelegd.
Een andere belangrijke ontwikkeling was de samenstelling van een Deense oorlogsvloot. Het vlaggenschip Gribshunden zonk in 1495 voor de kust van Zweden in de Oostzee. Het wrak werd in de 1970er jaren ontdekt. De vloot boekte in 1510-1512 het eerste succes tijdens het conflict met Zweden en Lübeck.
Toch had Johan ook te maken met belangrijke interne conflicten. Bij de opvolging van de hertogdommen Sleeswijk en Holstein was tijdens het verdrag van Ribe bepaald, dat vertegenwoordigers van de adel van beide gebieden een nieuwe hertog zouden kiezen uit de zonen van de vorige hertog. De keuze was daarbij gevallen op de broer van Johan, Frederik (die ook gesteund werd door zijn moeder). Door persoonlijke bemiddeling bewerkstelligde Johan dat hijzelf en Frederik beiden tot hertog van Sleeswijk en Holstein werden benoemd. In 1490 ontstond toch een breuk in het bestuur en werd het gebied verdeeld tussen de broers.
In 1500 mislukte de poging van Johan om het gebied Dithmarschen bij Denemarken in te lijven. De Denen beschouwden het gebied al als een Deens gebied, maar Dithmarschen had zich sinds jaren al uitgeroepen tot een onafhankelijke boerenrepubliek. Om de weerstand van de inwoners te breken was Johan met behulp van Duitse huurlingen een offensief begonnen, maar hij werd in de val gelokt, doordat de inwoners de dijken doorstaken waardoor de enige, smalle toegangsweg onbegaanbaar was.

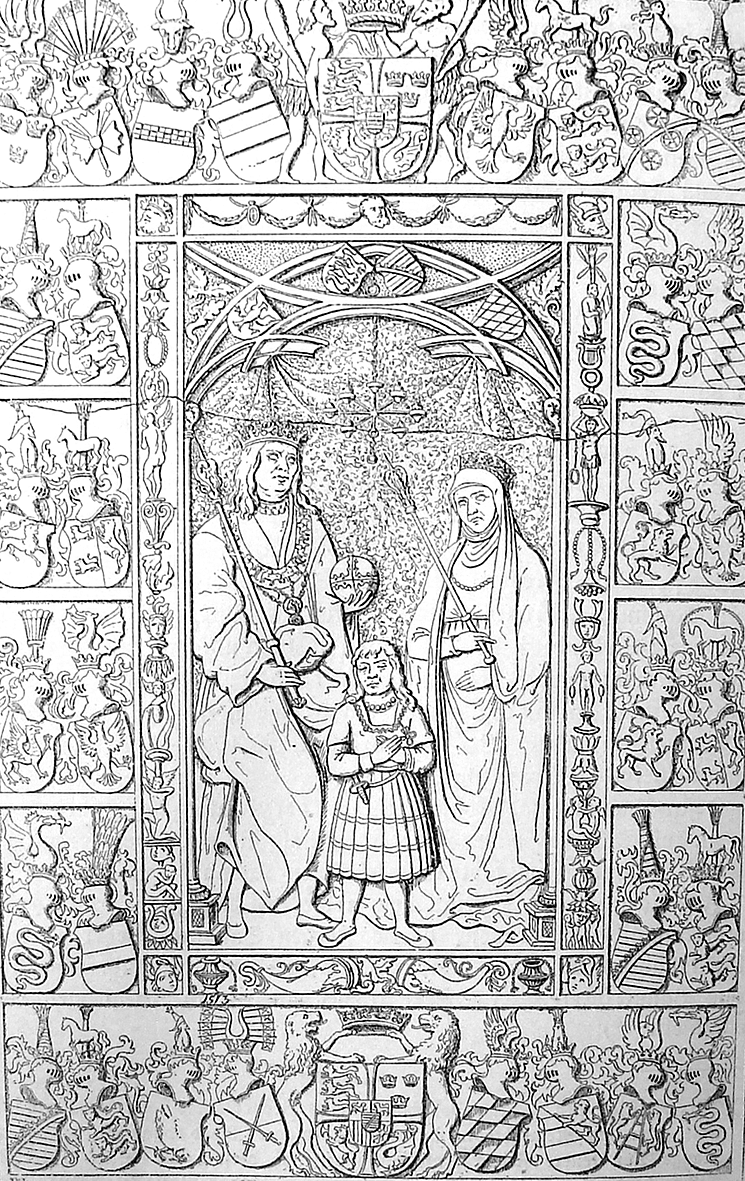
Graf Johan

Na zijn dood werd Johan begraven in de St. Knuds kerk in Odense, waar zijn vrouw een grafmonument voor hem liet oprichten.
Bij het opgraven van het lichaam van Johan in 1802 werden een aantal ronde gaten in de schedel van de koning aangetroffen, die de speculatie opriepen, dat de koning vermoord zou zijn. Dit is echter nooit bewezen. Men gaat ervan uit, dat de gaten een gevolg waren van het sluiten van de kist.

## Huwelijk en kinderen
In 1478 trouwde hij met Christina van Saksen, kleindochter van Frederik II van Saksen, met de bijnaam "de Zachtmoedige".
Uit dit huwelijk kwamen de volgende kinderen voort:
- Johan (1479-1480)
- Ernst (1480-1500)
- Christiaan (1481-1559); als Christiaan II koning van Denemarken
- Jacob (1483-1500)
- Elisabeth (1485-1555) ; door huwelijk keurvorstin van Brandenburg (1502-1535)
- Franz (1497-1511)

Verder zou hij een relatie hebben gehad met Edle Jernskjæg, een edelvrouw.

## Kwartierstaat
| Christiaan V van Oldenburg (ca. 1342-1423) | Christiaan V van Oldenburg (ca. 1342-1423) | Christiaan V van Oldenburg (ca. 1342-1423) | Christiaan V van Oldenburg (ca. 1342-1423) | Christiaan V van Oldenburg (ca. 1342-1423) | Christiaan V van Oldenburg (ca. 1342-1423) | Agnes van Honstein-Heringen (1360-1404) | Agnes van Honstein-Heringen (1360-1404) | Agnes van Honstein-Heringen (1360-1404) | Agnes van Honstein-Heringen (1360-1404) | Agnes van Honstein-Heringen (1360-1404) | Agnes van Honstein-Heringen (1360-1404) |                                         |                                         | Gerard VI van Holstein (ca. 1367-1404)  | Gerard VI van Holstein (ca. 1367-1404)  | Gerard VI van Holstein (ca. 1367-1404) | Gerard VI van Holstein (ca. 1367-1404) | Gerard VI van Holstein (ca. 1367-1404) | Gerard VI van Holstein (ca. 1367-1404) | Catharina Elisabeth van Brunswijk-Lüneburg (overleden na 1423) | Catharina Elisabeth van Brunswijk-Lüneburg (overleden na 1423) | Catharina Elisabeth van Brunswijk-Lüneburg (overleden na 1423) | Catharina Elisabeth van Brunswijk-Lüneburg (overleden na 1423) | Catharina Elisabeth van Brunswijk-Lüneburg (overleden na 1423) | Catharina Elisabeth van Brunswijk-Lüneburg (overleden na 1423) |                                  |                                  | Frederik I van Brandenburg (1371-1440) | Frederik I van Brandenburg (1371-1440) | Frederik I van Brandenburg (1371-1440) | Frederik I van Brandenburg (1371-1440) | Frederik I van Brandenburg (1371-1440)     | Frederik I van Brandenburg (1371-1440)     | Elisabeth van Beieren (1383-1442)          | Elisabeth van Beieren (1383-1442)          | Elisabeth van Beieren (1383-1442)          | Elisabeth van Beieren (1383-1442)          | Elisabeth van Beieren (1383-1442)    | Elisabeth van Beieren (1383-1442)    |                                      |                                      | Rudolf III van Saksen (ca. 1373-1419) | Rudolf III van Saksen (ca. 1373-1419) | Rudolf III van Saksen (ca. 1373-1419)     | Rudolf III van Saksen (ca. 1373-1419)     | Rudolf III van Saksen (ca. 1373-1419)     | Rudolf III van Saksen (ca. 1373-1419)     | Barbara van Liegnitz (overleden in 1435)  | Barbara van Liegnitz (overleden in 1435)  | Barbara van Liegnitz (overleden in 1435) | Barbara van Liegnitz (overleden in 1435) | Barbara van Liegnitz (overleden in 1435) | Barbara van Liegnitz (overleden in 1435) |  |  |  |  |  |  |  |  |  |  |  |  |  |  |  |  |  |  |  |  |  |  |  |  |  |  |  |  |  |  |  |  |  |  |  |  |  |  |  |  |  |  |  |  |  |  |  |  |
| Christiaan V van Oldenburg (ca. 1342-1423) | Christiaan V van Oldenburg (ca. 1342-1423) | Christiaan V van Oldenburg (ca. 1342-1423) | Christiaan V van Oldenburg (ca. 1342-1423) | Christiaan V van Oldenburg (ca. 1342-1423) | Christiaan V van Oldenburg (ca. 1342-1423) | Agnes van Honstein-Heringen (1360-1404) | Agnes van Honstein-Heringen (1360-1404) | Agnes van Honstein-Heringen (1360-1404) | Agnes van Honstein-Heringen (1360-1404) | Agnes van Honstein-Heringen (1360-1404) | Agnes van Honstein-Heringen (1360-1404) |                                         |                                         | Gerard VI van Holstein (ca. 1367-1404)  | Gerard VI van Holstein (ca. 1367-1404)  | Gerard VI van Holstein (ca. 1367-1404) | Gerard VI van Holstein (ca. 1367-1404) | Gerard VI van Holstein (ca. 1367-1404) | Gerard VI van Holstein (ca. 1367-1404) | Catharina Elisabeth van Brunswijk-Lüneburg (overleden na 1423) | Catharina Elisabeth van Brunswijk-Lüneburg (overleden na 1423) | Catharina Elisabeth van Brunswijk-Lüneburg (overleden na 1423) | Catharina Elisabeth van Brunswijk-Lüneburg (overleden na 1423) | Catharina Elisabeth van Brunswijk-Lüneburg (overleden na 1423) | Catharina Elisabeth van Brunswijk-Lüneburg (overleden na 1423) |                                  |                                  | Frederik I van Brandenburg (1371-1440) | Frederik I van Brandenburg (1371-1440) | Frederik I van Brandenburg (1371-1440) | Frederik I van Brandenburg (1371-1440) | Frederik I van Brandenburg (1371-1440)     | Frederik I van Brandenburg (1371-1440)     | Elisabeth van Beieren (1383-1442)          | Elisabeth van Beieren (1383-1442)          | Elisabeth van Beieren (1383-1442)          | Elisabeth van Beieren (1383-1442)          | Elisabeth van Beieren (1383-1442)    | Elisabeth van Beieren (1383-1442)    |                                      |                                      | Rudolf III van Saksen (ca. 1373-1419) | Rudolf III van Saksen (ca. 1373-1419) | Rudolf III van Saksen (ca. 1373-1419)     | Rudolf III van Saksen (ca. 1373-1419)     | Rudolf III van Saksen (ca. 1373-1419)     | Rudolf III van Saksen (ca. 1373-1419)     | Barbara van Liegnitz (overleden in 1435)  | Barbara van Liegnitz (overleden in 1435)  | Barbara van Liegnitz (overleden in 1435) | Barbara van Liegnitz (overleden in 1435) | Barbara van Liegnitz (overleden in 1435) | Barbara van Liegnitz (overleden in 1435) |  |  |  |  |  |  |  |  |  |  |  |  |  |  |  |  |  |  |  |  |  |  |  |  |  |  |  |  |  |  |  |  |  |  |  |  |  |  |  |  |  |  |  |  |  |  |  |  |
|                                            |                                            |                                            |                                            |                                            |                                            |                                         |                                         |                                         |                                         |                                         |                                         |                                         |                                         |                                         |                                         |                                        |                                        |                                        |                                        |                                                                |                                                                |                                                                |                                                                |                                                                |                                                                |                                  |                                  |                                        |                                        |                                        |                                        |                                            |                                            |                                            |                                            |                                            |                                            |                                      |                                      |                                      |                                      |                                       |                                       |                                           |                                           |                                           |                                           |                                           |                                           |                                          |                                          |                                          |                                          |  |  |  |  |  |  |  |  |  |  |  |  |  |  |  |  |  |  |  |  |  |  |  |  |  |  |  |  |  |  |  |  |  |  |  |  |  |  |  |  |  |  |  |  |  |  |  |  |
|                                            |                                            |                                            |                                            | Diederik van Oldenburg (1398-1440)         | Diederik van Oldenburg (1398-1440)         | Diederik van Oldenburg (1398-1440)      | Diederik van Oldenburg (1398-1440)      | Diederik van Oldenburg (1398-1440)      | Diederik van Oldenburg (1398-1440)      |                                         |                                         |                                         |                                         |                                         |                                         | Hedwig van Holstein (1400-1436)        | Hedwig van Holstein (1400-1436)        | Hedwig van Holstein (1400-1436)        | Hedwig van Holstein (1400-1436)        | Hedwig van Holstein (1400-1436)                                | Hedwig van Holstein (1400-1436)                                |                                                                |                                                                |                                                                |                                                                |                                  |                                  |                                        |                                        |                                        |                                        | Johan van Brandenburg-Kulmbach (1406-1464) | Johan van Brandenburg-Kulmbach (1406-1464) | Johan van Brandenburg-Kulmbach (1406-1464) | Johan van Brandenburg-Kulmbach (1406-1464) | Johan van Brandenburg-Kulmbach (1406-1464) | Johan van Brandenburg-Kulmbach (1406-1464) |                                      |                                      |                                      |                                      |                                       |                                       | Barbara van Saksen-Wittenberg (1405-1465) | Barbara van Saksen-Wittenberg (1405-1465) | Barbara van Saksen-Wittenberg (1405-1465) | Barbara van Saksen-Wittenberg (1405-1465) | Barbara van Saksen-Wittenberg (1405-1465) | Barbara van Saksen-Wittenberg (1405-1465) |                                          |                                          |                                          |                                          |  |  |  |  |  |  |  |  |  |  |  |  |  |  |  |  |  |  |  |  |  |  |  |  |  |  |  |  |  |  |  |  |  |  |  |  |  |  |  |  |  |  |  |  |  |  |  |  |
|                                            |                                            |                                            |                                            | Diederik van Oldenburg (1398-1440)         | Diederik van Oldenburg (1398-1440)         | Diederik van Oldenburg (1398-1440)      | Diederik van Oldenburg (1398-1440)      | Diederik van Oldenburg (1398-1440)      | Diederik van Oldenburg (1398-1440)      |                                         |                                         |                                         |                                         |                                         |                                         | Hedwig van Holstein (1400-1436)        | Hedwig van Holstein (1400-1436)        | Hedwig van Holstein (1400-1436)        | Hedwig van Holstein (1400-1436)        | Hedwig van Holstein (1400-1436)                                | Hedwig van Holstein (1400-1436)                                |                                                                |                                                                |                                                                |                                                                |                                  |                                  |                                        |                                        |                                        |                                        | Johan van Brandenburg-Kulmbach (1406-1464) | Johan van Brandenburg-Kulmbach (1406-1464) | Johan van Brandenburg-Kulmbach (1406-1464) | Johan van Brandenburg-Kulmbach (1406-1464) | Johan van Brandenburg-Kulmbach (1406-1464) | Johan van Brandenburg-Kulmbach (1406-1464) |                                      |                                      |                                      |                                      |                                       |                                       | Barbara van Saksen-Wittenberg (1405-1465) | Barbara van Saksen-Wittenberg (1405-1465) | Barbara van Saksen-Wittenberg (1405-1465) | Barbara van Saksen-Wittenberg (1405-1465) | Barbara van Saksen-Wittenberg (1405-1465) | Barbara van Saksen-Wittenberg (1405-1465) |                                          |                                          |                                          |                                          |  |  |  |  |  |  |  |  |  |  |  |  |  |  |  |  |  |  |  |  |  |  |  |  |  |  |  |  |  |  |  |  |  |  |  |  |  |  |  |  |  |  |  |  |  |  |  |  |
|                                            |                                            |                                            |                                            |                                            |                                            |                                         |                                         |                                         |                                         | Christiaan I van Denemarken (1426-1481) | Christiaan I van Denemarken (1426-1481) | Christiaan I van Denemarken (1426-1481) | Christiaan I van Denemarken (1426-1481) | Christiaan I van Denemarken (1426-1481) | Christiaan I van Denemarken (1426-1481) |                                        |                                        |                                        |                                        |                                                                |                                                                |                                                                |                                                                |                                                                |                                                                |                                  |                                  |                                        |                                        |                                        |                                        |                                            |                                            |                                            |                                            |                                            |                                            | Dorothea van Brandenburg (1430-1495) | Dorothea van Brandenburg (1430-1495) | Dorothea van Brandenburg (1430-1495) | Dorothea van Brandenburg (1430-1495) | Dorothea van Brandenburg (1430-1495)  | Dorothea van Brandenburg (1430-1495)  |                                           |                                           |                                           |                                           |                                           |                                           |                                          |                                          |                                          |                                          |  |  |  |  |  |  |  |  |  |  |  |  |  |  |  |  |  |  |  |  |  |  |  |  |  |  |  |  |  |  |  |  |  |  |  |  |  |  |  |  |  |  |  |  |  |  |  |  |
|                                            |                                            |                                            |                                            |                                            |                                            |                                         |                                         |                                         |                                         | Christiaan I van Denemarken (1426-1481) | Christiaan I van Denemarken (1426-1481) | Christiaan I van Denemarken (1426-1481) | Christiaan I van Denemarken (1426-1481) | Christiaan I van Denemarken (1426-1481) | Christiaan I van Denemarken (1426-1481) |                                        |                                        |                                        |                                        |                                                                |                                                                |                                                                |                                                                |                                                                |                                                                |                                  |                                  |                                        |                                        |                                        |                                        |                                            |                                            |                                            |                                            |                                            |                                            | Dorothea van Brandenburg (1430-1495) | Dorothea van Brandenburg (1430-1495) | Dorothea van Brandenburg (1430-1495) | Dorothea van Brandenburg (1430-1495) | Dorothea van Brandenburg (1430-1495)  | Dorothea van Brandenburg (1430-1495)  |                                           |                                           |                                           |                                           |                                           |                                           |                                          |                                          |                                          |                                          |  |  |  |  |  |  |  |  |  |  |  |  |  |  |  |  |  |  |  |  |  |  |  |  |  |  |  |  |  |  |  |  |  |  |  |  |  |  |  |  |  |  |  |  |  |  |  |  |
|                                            |                                            |                                            |                                            |                                            |                                            |                                         |                                         |                                         |                                         |                                         |                                         |                                         |                                         |                                         |                                         |                                        |                                        |                                        |                                        |                                                                |                                                                |                                                                |                                                                |                                                                |                                                                |                                  |                                  |                                        |                                        |                                        |                                        |                                            |                                            |                                            |                                            |                                            |                                            |                                      |                                      |                                      |                                      |                                       |                                       |                                           |                                           |                                           |                                           |                                           |                                           |                                          |                                          |                                          |                                          |  |  |  |  |  |  |  |  |  |  |  |  |  |  |  |  |  |  |  |  |  |  |  |  |  |  |  |  |  |  |  |  |  |  |  |  |  |  |  |  |  |  |  |  |  |  |  |  |
|                                            |                                            |                                            |                                            |                                            |                                            |                                         |                                         |                                         |                                         |                                         |                                         |                                         |                                         |                                         |                                         |                                        |                                        |                                        |                                        |                                                                |                                                                |                                                                |                                                                |                                                                |                                                                |                                  |                                  |                                        |                                        |                                        |                                        |                                            |                                            |                                            |                                            |                                            |                                            |                                      |                                      |                                      |                                      |                                       |                                       |                                           |                                           |                                           |                                           |                                           |                                           |                                          |                                          |                                          |                                          |  |  |  |  |  |  |  |  |  |  |  |  |  |  |  |  |  |  |  |  |  |  |  |  |  |  |  |  |  |  |  |  |  |  |  |  |  |  |  |  |  |  |  |  |  |  |  |  |
|                                            |                                            |                                            |                                            | Olaf van Denemarken (1450-1451)            | Olaf van Denemarken (1450-1451)            | Olaf van Denemarken (1450-1451)         | Olaf van Denemarken (1450-1451)         | Olaf van Denemarken (1450-1451)         | Olaf van Denemarken (1450-1451)         |                                         |                                         |                                         |                                         | Knud van Denemarken (1451-1455)         | Knud van Denemarken (1451-1455)         | Knud van Denemarken (1451-1455)        | Knud van Denemarken (1451-1455)        | Knud van Denemarken (1451-1455)        | Knud van Denemarken (1451-1455)        |                                                                |                                                                |                                                                |                                                                | Johan van Denemarken (1455-1513)                               | Johan van Denemarken (1455-1513)                               | Johan van Denemarken (1455-1513) | Johan van Denemarken (1455-1513) | Johan van Denemarken (1455-1513)       | Johan van Denemarken (1455-1513)       |                                        |                                        |                                            |                                            | Margreet van Denemarken (1456-1486)        | Margreet van Denemarken (1456-1486)        | Margreet van Denemarken (1456-1486)        | Margreet van Denemarken (1456-1486)        | Margreet van Denemarken (1456-1486)  | Margreet van Denemarken (1456-1486)  |                                      |                                      |                                       |                                       | Frederik I van Denemarken (1471-1533)     | Frederik I van Denemarken (1471-1533)     | Frederik I van Denemarken (1471-1533)     | Frederik I van Denemarken (1471-1533)     | Frederik I van Denemarken (1471-1533)     | Frederik I van Denemarken (1471-1533)     |                                          |                                          |                                          |                                          |  |  |  |  |  |  |  |  |  |  |  |  |  |  |  |  |  |  |  |  |  |  |  |  |  |  |  |  |  |  |  |  |  |  |  |  |  |  |  |  |  |  |  |  |  |  |  |  |